# Ferula rigidula
Ferula rigidula är en flockblommig växtart som beskrevs av Dc. Ferula rigidula ingår i släktet stinkflokesläktet, och familjen flockblommiga växter. Inga underarter finns listade i Catalogue of Life.